# Bezmocz
Bezmocz (łac. anuria) – dobowa ilość moczu mniejsza od 100 ml.
Bezmocz jest niebezpiecznym dla zdrowia i życia stanem patologicznym, spowodowanym np. przez uszkodzenie lub chorobę nerki, ucisk, zatkanie kanalików nerkowych czy zaburzenie krążenia nerkowego krwi. Bezmocz, zależnie od stanu, może być leczony farmakologicznie lub, w skrajnych przypadkach, może wymagać dializy zewnątrzustrojowej lub przeszczepu nerki.